# Ensisheim
Ensisheim — це кам'яний метеорит-хондрит, падіння якого спостерігалося 7 листопада 1492 року. Він упав на пшеничне поле за межами оточеного стінами міста Енсісайм, яке тоді входило до Ельзасу, Передня Австрія (тепер Франція).

## Властивості
Метеорит Ensisheim є звичайним хондритом групи LL6. Його вага становить 127 кілограмів. Його описували як камінь трикутної форми. При зіткненні з поверхнею він утворив вирву глибиною в 1 метр.

## Сучасні дані

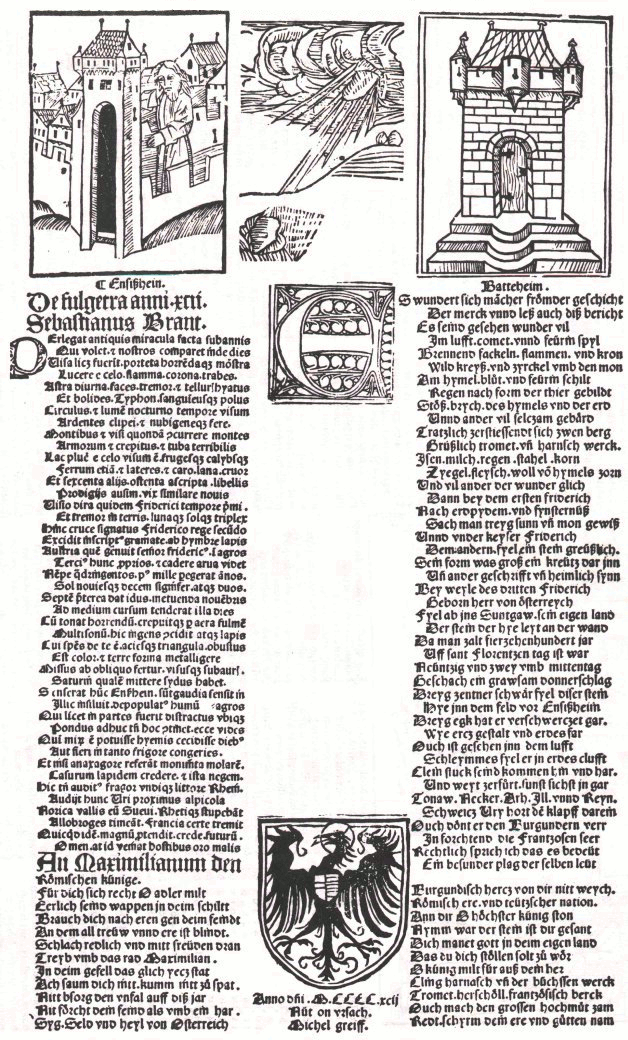
Копія оригінального тексту Бранта із стилізованою ілюстрацією падіння метеорита Ensisheim.

Політ метеорита крізь атмосферу Землі спостерігалося з відстані близько 150 кілометрів від дійсного місця падіння. Очевидці описували його як вогняну кулю, що мчалася по небу.
Себастіан Брант (1458–1521), сатирик та автор поеми «Корабель дурнів», описав метеорит та його падіння у латиномовній поемі «De fulgetra anni XCII».
Мешканці оточеного муром міста та ближніх ферм та сіл зібралися в місці падіння, аби вийняти його із кратера, і стали відламувати від нього шматочки.
Місцевий магістрат втрутився з метою запобігти нищенню каменя та зберегти об'єкт для короля Максиміліана, сина імператора Священної Римської імперії Фрідріха III, який на той час був при владі. Один екземпляр метеорита, наряду із декількома пов'язаними віршованими творами, написаними Брантом, був надісланий до Ватикану, кардиналові Пікколоміні (який згодом стане папою римським Пієм III).
Брант створив листівки латинською та німецькою мовами, на яких була записана поема про метеорит, у якій він зображався як омен. Падіння також описується у Folio 257 Нюрнберзької хроніки. Німецький художник та математик Альбрехт Дюрер створив власну ілюстрацію падіння метеорита.